# Tueur de masse
 (juillet 2011).
Si vous disposez d'ouvrages ou d'articles de référence ou si vous connaissez des sites web de qualité traitant du thème abordé ici, merci de compléter l'article en donnant les références utiles à sa vérifiabilité et en les liant à la section « Notes et références ».
Un tueur de masse est une personne qui tue plusieurs individus lors d'un même événement (l'événement lui-même est qualifié de tuerie de masse).
On répertorie actuellement une centaine de « tueurs de masse ».

## Principe
Le but souvent inavoué et final semblerait être un suicide, le tueur de masse haïssant la société et se sentant aliéné. C'est le plus souvent un psychotique.
L'étude de 2017 de l’université Hamline de Saint Paul, la seule réalisée aux États-Unis sur les tueurs de masse, relève qu'ils ont pour caractéristiques communes d'avoir souffert d’abus ou de négligence dans l’enfance. Ils ont ensuite des moments de crise : « Le futur tueur est isolé, désespéré, submergé, peut-être par la perte d’un emploi, la fin d’une relation, et il commence à agir différemment, on constate plus d’agitation, d’isolement, de violence. » La majorité laissent entrevoir leurs intentions avant de passer à l'acte, un appel à l’aide.

### Distinction
Le tueur de masse est distinct du tueur en série et du tueur à la chaîne. Le tueur de masse tue plusieurs personnes au cours d'un seul événement. Par contre, le tueur en série tue successivement, à des dates différentes tandis que le tueur à la chaîne commet plusieurs meurtres dans un laps de temps très court.

### Tuerie de masse et terrorisme
La frontière entre la tuerie de masse et l'attentat politique peut être plus floue. Quand une tuerie de masse est commise par un individu affilié à une organisation ayant un projet politique et appelant à défendre ce projet par la violence, les termes « tueur de masse » et « tuerie de masse » ne sont pas utilisés, parce que « terroriste » et « attentat politique » sont des termes plus précis pour cette situation.
Le terme de « tueur de masse » est donc utilisé quand le caractère politique est absent ou incertain : le tueur de masse peut être animé par un désir de « revanche » contre la société dans son ensemble, ou souffrir de troubles mentaux.
Toutefois le classement est incertain pour un projet politique individuel. Anders Behring Breivik défendait une idéologie politique, ayant même écrit un manifeste. Mais selon l'enquête, aucune structure n'approuvait son projet de commettre des meurtres au nom de cette idéologie. Certains médias ont donc choisi de le qualifier de « tueur de masse », d'autres de « terroriste »
La tuerie d'Isla Vista a en particulier entraîné un débat sur le sujet, certains éditorialistes soulignant que le mot « terroriste » n'était pas employé par la majorité des médias et estimant qu'il devrait l'être.

### Traitement médiatique
Quelques œuvres de fiction abordent le sujet comme Elephant de Gus Van Sant (tuerie de Columbine) ou encore Sugar Baby de Philippe Bartherotte, un livre paru quelques mois avant la tuerie d'Oslo et dressant le portrait d'un marginal dont le but est d'établir le record de la plus importante tuerie de masse jamais réalisée.

## Tueurs de masse connus

### Années 2020
- Tobias Rathjen : Attentats de Hanau, le 19 février 2020. Tue 9 personnes et blesse 5 autres dans deux bars à chicha à Hanau en Allemagne, puis retourne chez lui où il tue sa mère avant de se donner la mort.
- Jake Davison : Fusillade de Plymouth, le 12 août 2021. Tue 5 personnes, dont sa mère, et blesse deux autres, dans les rues de Plymouth en Angleterre, avant de se suicider.
- Payton Gendron : Attentat de Buffalo, le 14 mai 2022. Gendron, un suprémaciste blanc, entre un magasin d'alimentation à Buffalo dans l'État de New York et tue 10 personnes, tous de la communauté afro-américaine.
- Salvador Ramos : Fusillade d'Uvalde, le 24 mai 2022. Tue 21 personnes et blesse 17 autres dans une école primaire d'Uvalde, avant d'être abattu par la police.
- Panya Khamrab : Attaque à Na Klang, le 6 octobre 2022. Khamrab, démis de la police thaïlandaise, entre dans une crèche et tue 13 adultes et 24 enfants et bébés, puis il s'enfuit dans sa camionnette, tuant 11 autres. Finalement il tue sa femme et leur enfant avant de se donner la mort.
- Aiden Hale : fusillade de Nashville, le 27 mars 2023. L'homme trans tue six personnes dont trois enfants, un policier est blessé. La police l'abat environ quinze minutes après le début de l'attaque.

### Années 2010
- Brenton Tarrant, le 15 mars 2019, Fusillade de Christchurch, dans la mosquée Al Noor, en Nouvelle-Zélande, coupable d'une tuerie de masse, il tua 51 personne et en blessera 49
- Timothy Jones Jr. (19??-), (5 victimes), "The South Carolina father killer", coupable du meurtre de ses 5 enfants, il fut condamné à mort en 2019[5].
- Patrick Wood Crusius : Fusillade d'El Paso, le 3 août 2019. Crusius, un suprémaciste blanc, entre dans un magasin d'alimentation de la cité d'El Paso au Texas et tue 20 personnes, principalement d'origine mexicaine. Trois autres personnes furent gravement blessées et meurent plus tard.
- Robert Bowers : Fusillade de la synagogue de Pittsburgh, le 27 octobre 2018. Entre dans une synagogue de la cité de Pittsburgh en Pennsylvanie, et tue 11 personnes, tous de la foi juive, dans l'attaque antisémite le plus grave des États-Unis.
- Devin Patrick Kelley : Fusillade de l'église de Sutherland Springs, le 5 novembre 2017. Entre dans une église baptiste dans le village de Sutherland Springs au Texas, tue 26 personnes, dont la fille du pasteur, avant de se suicider dans sa voiture.
- Stephen Paddock : Fusillade de Las Vegas, le 1er octobre 2017. Paddock, du 32e étage de l'hôtel-casino Mandalay Bay Resort and Casino à Las Vegas, tire pendant plusieurs minutes à l'arme automatique sur le public, tuant au moins 58 personnes, avant de se suicider.
- Killian B. : La Fusillade de Grasse est une fusillade en milieu scolaire qui s’est produite le 16 mars 2017 à Grasse en France, au lycée Alexis de Tocqueville. Elle ne fera aucun mort et blessera cinq personnes. Le tireur a été condamné à cinq années de prison et sorti au bout de trois.
- Alexandre Bissonnette: Le 29 janvier 2017 a eu lieu l'attentat de la grande mosquée de Québec. L'homme se présente dans l'établissement de la ville de Québec dans la province canadienne du même nom où il tue 6 personnes et en blesse 19 autres. Au terme d'un procès, il est condamné à la prison à vie.
- Ali David Sonboly : Fusillade du 22 juillet 2016 à Munich. Tue 9 personnes dans un restaurant McDonald's et dans un centre commercial avant de se suicider.
- Omar Mateen : Fusillade du 12 juin 2016 à Orlando. Tue 49 personnes dans la boîte de nuit LGBT le Pulse.
- Andreas Lubitz : Vol 9525 Germanwings du 24 mars 2015. En causant le crash de l'avion dont il était le copilote, il causa la mort des 150 passagers, lui inclus.
- Syed Rizwan Farook et Tashfeen Malik : Fusillade de San Bernardino, le 2 décembre 2015.
- Chris Harper-Mercer : Fusillade de l'Umpqua Community College, le 1er octobre 2015. Harper-Mercer s'introduisit dans le campus de l'Umpqua Community College en Oregon, États-Unis, puis tira sur les étudiants et les professeurs, tuant 9 personnes et en blessant d'autres avant de se donner la mort.
- Dylann Roof : Fusillade de l'église de Charleston, le 17 juin 2015. Roof, un suprémaciste blanc, pénètre dans une église de la communauté afro-américaine de la ville de Charleston en Caroline du Sud, États-Unis, et tue neuf personnes, dont Clementa Pinckney, pasteur de l'église et sénateur local.

- Michael Zehaf-Bibeau: La fusillade du 22 octobre 2014 à Ottawa s'est produite au Parlement du Canada et a été revendiqué par le groupe armé État islamique. Il y a eu 2 morts et 3 blessés.
- Elliot Rodger : Tuerie d'Isla Vista, le 23 mai 2014. Rodger tue 3 étudiants en les poignardant à Isla Vista, une ville avec une grande communauté d'étudiants en Californie, aux États-Unis. Il tue ensuite 3 personnes et en blesse 14 autres en utilisant sa voiture pour charger les passants ainsi que plusieurs armes à feu, avant de se donner la mort[6].
- Aaron Alexis : Tuerie du Washington Navy Yard, le 16 septembre 2013, dans un bâtiment du NAVSEA situé dans le quartier de Washington Navy Yard, à Washington, la capitale des États-Unis. Il y a 13 morts (dont le tireur présumé) et au moins 8 blessés.
- Adam Lanza : Tuerie de l'école primaire Sandy Hook au Connecticut, le 14 décembre 2012. Après avoir tué sa mère, Lanza ouvre le feu dans l'école, tuant 20 enfants et six professeurs, avant de se suicider.
- Wade Michael Paige : Fusillade d'Oak Creek, le 5 août 2012. Paige, un suprémaciste blanc, pénètre dans un gurdwara, de la ville d'Oak Creek en Wisconsin, États-Unis, et tue six personnes, tous de la foi sikh, avant de se donner la mort après avoir été frappé par la police.
- James Eagan Holmes : Fusillade d'Aurora le 20 juillet 2012, armé et masqué, il abat 12 personnes et en blesse 59 autres près de Denver, États-Unis, lors de la projection en avant-première de The Dark Knight Rises
- Nordine Amrani : Tuerie de la place Saint-Lambert à Liège, Belgique, 13 décembre 2011, 7 morts (Dont l'auteur lui-même) et 122 blessés.
- Anders Behring Breivik : Fusillade de l’île d'Utøya près d’Oslo en Norvège, le 22 juillet 2011 tuant 69 personnes, dont la plupart étaient des adolescents âgés entre 15 et 20 ans. Dans la petite île, de jeunes partisans du Parti travailliste s'étaient réunis pour un camp d'été, il est également suspecté de l'attentat qui a frappé deux heures plus tôt, le centre administratif et notamment le bureau du premier ministre (non présent), tuant 8 personnes[7],[8].
- Tristan van der Vlis : fusillade d'Alphen-sur-le-Rhin, le 9 avril 2011. Un homme de 24 ans tire sur la foule dans un centre commercial à Alphen-sur-le-Rhin aux Pays-Bas, faisant six morts et dix-sept blessés, avant de se suicider.
- Jared Lee Loughner : Fusillade de Tucson, le 8 janvier 2011. Loughner ouvre le feu lors d'une rencontre avec une parlementaire démocrate américaine à Tucson en Arizona, aux États-Unis. Six personnes sont tuées, dont le juge John Roll. La députée locale Gabrielle Giffords, qui était probablement la cible principale de l'attaque, a été gravement blessée, mais a survécu.
- Emmanuel Bécaud : « Tuerie de Pouzauges » à Pouzauges, le 31 mai 2010.

### Années 2000
- Andy F. : à Agosta, dans la nuit du 11 au 12 août 2009 abat avec le fusil de chasse de son père tous les membres de sa famille : son père Patrice 45 ans, sa mère Nadine 46 ans, ses frères Liam et Duane 10 ans (des jumeaux). Il avait 16 ans au moment des faits.
- Farda Gadirov (en) : dans l'Académie d'État du pétrole à Bakou en Azerbaïdjan le 30 avril 2009, il abat 13 personnes et se suicide.
- Tim Kretschmer : Fusillade de Winnenden dans un collège à Winnenden, Allemagne, le 11 mars 2009.
- Michael McLendon : Massacre du comté de Geneva (en) à Geneva et Samson en Alabama, États-Unis, le 10 mars 2009.
- Kim De Gelder : En Belgique à Termonde, il tue une femme. Quelques jours plus tard le 23 janvier 2009, dans une crèche, il assassine à coups de couteau une puéricultrice et deux bébés, et blesse une dizaine d'autres bébés.
- Bruce Jeffrey Pardo (en) : Fusillade à Covino, en Californie, États-Unis, le 24 décembre 2008.
- Matti Juhani Saari : Fusillade du lycée professionnel de Kauhajoki, en Finlande, le 23 septembre 2008.
- Jean-Claude Vacquier : « Tuerie de la Magdelaine » à La Magdelaine-sur-Tarn, le 10 juillet 2008.
- Pekka-Eric Auvinen : Fusillade du centre scolaire de Jokela, en Finlande, le 7 novembre 2007. Auvinen a ouvert le feu dans le lycée, tuant huit étudiants avant de se suicider.
- Cho Seung-hui : Fusillade de l'université Virginia Tech aux États-Unis, le 16 avril 2007. Cho a ouvert le feu dans l'université, tuant 27 étudiants et cinq professeurs, avant de se suicider.
- Charles Carl Roberts : Fusillade dans une école Amish le 2 octobre 2006, en Pennsylvanie, États-Unis, cinq enfants sont tués.
- Kimveer Gill: Auteur de la fusillade au Collège Dawson de Montréal le 13 Septembre 2006. Il tua une jeune femme en plus de blesser 19 autres personnes. Gill a retourné son arme contre lui-même sur les lieux de la tuerie.
- David Hotyat : « tuerie du Grand-Bornand » au Grand-Bornand, le 11 avril 2003.
- Robert Steinhäuser : Tuerie de Johann Gutenberg dans un lycée à Erfurt, Allemagne, le 26 avril 2002.
- Richard Durn : Tuerie de Nanterre lors du conseil municipal, France, le 26 mars 2002.
- Jean-Claude Bonnal : un couple et leurs deux employés à Athis-Mons, le 6 octobre 2001.
- Friedrich Leibacher : Fusillade au parlement de Zoug en Suisse le 27 septembre 2001. Il abat onze députés et trois conseillers d'État et blesse également quinze personnes avant de se suicider.
- Mamoru Takuma : Massacre de l'école d'Ikeda dans une école primaire d'Ikeda le 8 juin 2001. Il poignarde plusieurs enfants et enseignants. 8 élèves sont tués.
- Dipendra Bir Bikram Shah Dev : prince héritier du Népal, il massacre ses parents, son frère, sa sœur et son oncle à un banquet dans le palais royal à Katmandou le 1er juin 2001.

### XXesiècle
- Eric Harris et Dylan Klebold : fusillade de Columbine à Littleton, Colorado, États-Unis, le 20 avril 1999.
- Kamel Ben Salah : Né en 1964. Il est accusé d'un quadruple meurtre (dit « tuerie de Montfort ») commis sur des touristes hollandais dans le Gers, France, en 1999. Il est condamné en 2002 à la réclusion criminelle à perpétuité assortie d'une période de sûreté de 22 ans et sera condamné en appel à la même peine en 2003.
- Le 28 Avril 1996 à Port Arthur en Australie Martin Bryant 28 ans blond aux yeux bleus avec un QI de 68 tue 35 personnes et en blesse 23 avant d'être arrêté par la police. Il purge sa peine à perpétuité.
- Thomas Hamilton : Tuerie de Dunblane, en Écosse, le 13 mars 1996.
- Edgar Boulai : un couple et ses deux enfants, le 16 septembre 1995, à Vaux-le-Pénil.
- Éric Bruyas : La tuerie de Saint-Andéol, le 30 mai 1995, à Saint-Andéol-le-Château.
- Colin Ferguson : Massacre du Long Island Railroad aux États-Unis le 7 décembre 1993.
- Valery Fabrikant : Tuerie de l'Université Concordia à Montréal au Québec, le 24 août 1992.
- George Hennard : fusillade du Luby's à Killeen, le 16 octobre 1991.
- Marc Lépine : Tuerie de l'École polytechnique de Montréal au Québec, le 6 décembre 1989.
- Christian Dornier : Tuerie de Luxiol à Luxiol en France, le 12 juillet 1989.
- Frank Vitkovic : Massacre de Queen Street (en) à Melbourne en Australie, le 6 décembre 1987.
- Julian Knight (en) : Massacre de Hoddle Street (en) à Clifton Hill en Australie, le 9 août 1987.
- Denis Lortie : fusillade à l'Assemblée nationale du Québec, le 8 mai 1984.
- Pascal Dolique : assassine la famille Labrousse (6 victimes) à Saint-Martin-le-Noeud, nuit du 5 et 6 octobre 1983, un seul rescapé.
- Ronald DeFeo Jr. : Il massacre ses parents, ses deux frères et ses deux sœurs le mercredi 13 novembre 1974 à 3 h 15 du matin, après avoir entendu des voix. À l'origine de l'affaire d'Amityville, à Long Island, États-Unis.
- Olga Hepnarová : Elle projette son camion sur un groupe de 25 personnes qui attendaient le tram à Prague, espérant tuer le plus de monde possible, le 10 juillet 1973.
- Charles Joseph Whitman : Abat 16 personnes et blesse 32 autres personnes a l'université du Texas a Austin le 1er aout 1966.
- Richard Speck : Il poignarde ou étrangle cinq étudiantes infirmières et trois infirmières dans la nuit du 14 juillet 1966 à Chicago.
- Roger Girerd (en) : Il massacre sa famille (10 personnes) à Charvieu-Chavagneux le 20 mai 1965.

### Filmographie
- Mass Murderers, le point de non retour, documentaire de 52 minutes de Christophe Weber et Laurent Portes, produit par Sunset Presse pour Planète (2005)